# Струмишки революционен окръг
Струмишкият революционен окръг на Вътрешната македоно-одринска революционна организация бил част от структурите на революционната мрежа и обхващал района на град Струмица.
По време на Балканската, Междусъюзническата и Първата световна война дейците на Струмишкия окръг подпомагат българската армия. След 1919 година дейността на ВМРО в окръга е възстановена.

## Начало на революционната дейност

### Граници
- Пети Струмишки революционен окръг
  - Струмишки район
  - Петрички район
  - Радовишки район
  - Малешевски район
  - Горноджумайска район

## Илинденско-Преображенско въстание
Пети въстанически окръг „Огражден“ е създаден с Общия план на Илинденско-Преображенското въстание. В него влизат Струмишко, Радовишко, Малешевско и част от Горноджумайския окръг от дясната страна на река Струма. Център на окръга е връх Готен.

### Въстанически действия
Окръгът е от стратегическо значение за ВМОРО, както и за турските военни части, тъй като през него преминават тайни канали към Солунският и Битолският революционни окръзи. От началото на 1903 година в Струмишко започват да се концентрират значителни турски сили, чиято цел е спирането на навлизането на чети от България. По тази причина революционната активност в окръга е ниска. Сред другите причини за ниската активност е и Струмишката афера от 1901 година при която са арестувани голям брой местни дейци на организацията.
След Софийското събрание за районен началник в Струмица е назначен Борис Сарафов, който след няколко битки в Малешевско през март заминава за Битоля. В края на март 1903 година в окръга пристига Христо Чернопеев с чета от 190 души. След като преминава границата от четата му се отделя битолската чета, която наброява 60 души. Заедно с останалите 130 души Чернопеев влиза в бой с турски аскер при село Лески, при който умират четирима, а 1 е ранен. На 8 април Чернопеев, Никола Дечев и Коста Мазнейков отново влизат в бой с турски части, където на помощ им идва и дееца на ВМОК Никола Лефтеров. При битката загиват 7 души от четата на Чернопеев и 11 от тази на Лефтеров.
След сражението четите напускат Струмишко и остават около седмица в село Нивичино. През това време 10 души се завръщат в България. На 24 май 1903 в битка с аскера при село Инево загива войводата Коста Мазнейков заедно с 10 души от четата му. След всичко това Чернопеев решава да се върне в България. На 21 април 1903 година през село Костурино преминава чета от 100 души на път за Валандово. През нощта шестима от четниците влизат в схватка с турски патрул и се дава по един убит от двете страни. Същата нощ Стойко в Куклиш убива шпионина Васил Пеливан, а в Орманли и един турчин шпионин, като след това Стойко е убит от турски селяни.
В началото на май в село Смолари четата на Алексо Поройлията влиза в сражение при което загива 1 човек, а на 26 юли в местността Аджийца (Огражден) четата му попада на засада, при която загива войводата (самоубива се, за да не попадне в ръцете на турците) и един негов четник. През август Чернопеев отново навлиза в Струмишко с чета от 250 души. Води сражения в Кочанско.

## 1919 – 1934
Възстановеният Струмишки революционен окръг е разделен на 5 революционни околии: Поройска, Дойранска, Струмишка, Малешевска и Радовишка.
Дейци в окръга са Георги Въндев, Христо Гърчишки, Георги Наков, Илия Попаврамов, Дончо Аладжов, Тодор Прошев, Ставруш Месаров.